# Čechomor
Čechomor («Чехомо́р») — пражская музыкальная группа, играющая чешские, моравские и словацкие народные песни. За время своей работы коллектив объездил с концертами всю Европу, а также побывал в Северной Америке и России.

## История
Группа была основана весной 1988 года под названием Českomoravská nezávislá hudební společnost. В первом составе играли: Иржи Брженек (скрипка, вокал), Франтишек Черни (гитара, вокал), Иржи Михалек (аккордеон) и Иржи Ходина (скрипка, вокал). Свой первый альбом Dověcnosti группа выпустила в конце 1990 и 1991 годах. Альбом содержал в общей сложности 18 народных песен, которые не были известны. В 1994 году группа начала медленно двигаться от акустического к электрическому звучанию. В том же году в группу пришел барабанщик Михал Павлик, который продолжает работать в группе и сейчас.
Группа приняла решение сменить название на Českomoravská hudební společnost («Чешско-моравский музыкальный коллектив») и опубликовала под этим названием в 1996 году альбом Mezi horami («Между горами»), который является лучшим по мнению некоторых критиков. Альбом содержит 16 песен. В 1996 году из-за болезни умирает сооснователь группы Иржи Брженек. Карел Холас становится постоянным членом группы. В 2000 году группа, сократив своё название до Čechomor, выпустила одноименный альбом, и таким образом группа закрепила своё современное название. В записи этого альбома в качестве гостя приняла участие Ленка Дусилова, являющаяся в настоящее время постоянным гостем коллектива (гитара, вокал). В том же году «Чехомор» отправился на гастроли с Яреком Ногавицей.

## Состав

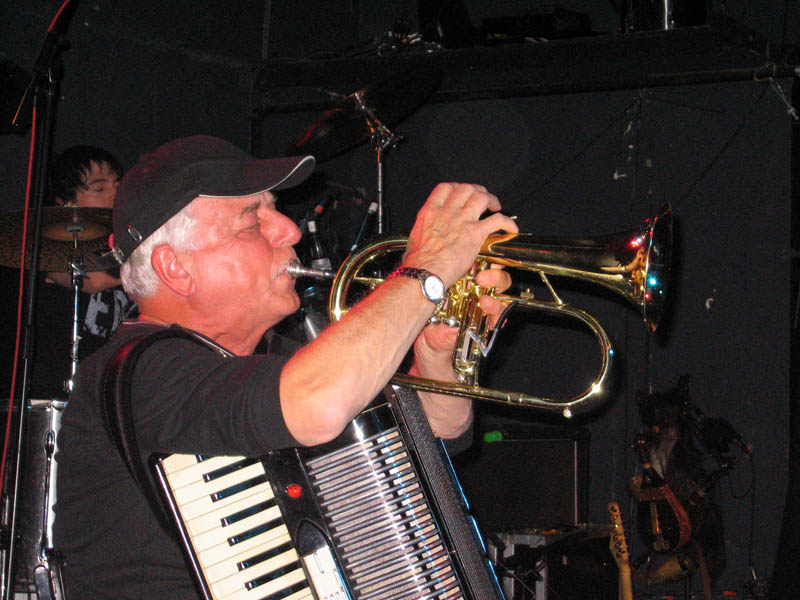
Радек Поборшил, Нью-Йорк, 2006

- Карел Холас (с 1994) — скрипка, вокал
- Франтишек Черни — основатель группы, гитара, вокал
- Мартин Вайгл (с 2008) — ударные, перкуссия
- Михал Павлик (с 1994) — виолончель, чешская волынка
- Радек Поборшил (1990) — губная гармоника, труба, флейта
- Тарас Волощук — контрабас

## Дискография
- 1991 — Dověcnosti
- 1996 — Mezi horami
- 2000 — Čechomor
- 2001 — Proměny
- 2002 — Rok ďábla
- 2002 — Čechomor Live
- 2003 — Proměny tour 2003
- 2004 — Čechomor 1991—1996
- 2005 — Co sa stalo nové
- 2006 — Stalo sa živě (CD и DVD)
- 2007 — Sváteční Čechomor
- 2008 — OST — Svatba na bitevním poli
- 2008 — Pověsti moravských hradů a zámků
- 2009 — Pověsti českých hradů a zámků
- 2009 — Pověsti slezských hradů a zamků
- 2010 — Písně z hradů a zámků (19 песен с трех предыдущих дисков и 2 бонус-трека)
- 2010 — Pověsti moravských, českých a slezských hradů (сборник)
- 2011 — Místečko
- 2011 — Čechomor v Národním
- 2013 — Čechomor 25 - Český Krumlov live
- 2015 — Svátečnější
- 2018 — Nadechnutí

## Интересные факты
Čechomor была любимой группой первого президента Чехии, Вацлава Гавла.